# Les Clots
Les Clots és una partida del terme municipal de la Torre de Cabdella, dins del seu terme primigeni, al Pallars Jussà.
Estan situats al nord-oest del poble d'Astell, en els vessants sud-orientals del Tossal de les Comes de Guiró, i formen una petita vall subsidiària del barranc de les Forques més amunt del Salt de l'Aigua.